# Callicarpa gracilis
Callicarpa gracilis is een hydroïdpoliep uit de familie Plumulariidae. De poliep komt uit het geslacht Callicarpa. Callicarpa gracilis werd in 1881 voor het eerst wetenschappelijk beschreven door Fewkes. 